# Brachyscome
Brahikome (lat. Brachyscome) je rod dvosupnica iz porodice glavočika smješten u podtribus Brachyscominae, dio tribusa Astereae . 
Pripada mu 97 priznatih vrsta raširenih po Australiji, Tasmaniji,  Novom Zelandu, Novoj Gvineji i nekim pacifičkim otocima (Norfolk).

## Vrste
1. Brachyscome abercrombiensis P.S.Short
2. Brachyscome aculeata (Labill.) Cass. ex Less.
3. Brachyscome ascendens G.L.Davis
4. Brachyscome assamica C.B.Clarke
5. Brachyscome barkerae P.S.Short
6. Brachyscome basaltica F.Muell.
7. Brachyscome bellidioides Steetz
8. Brachyscome billabongensis P.S.Short
9. Brachyscome blackii G.L.Davis
10. Brachyscome breviscapis C.R.Carter
11. Brachyscome brownii P.S.Short
12. Brachyscome campylocarpa J.M.Black
13. Brachyscome casstiana P.S.Short
14. Brachyscome chrysoglossa F.Muell.
15. Brachyscome ciliaris (Labill.) Less.
16. Brachyscome coongiensis Munir
17. Brachyscome cuneifolia Tate
18. Brachyscome curvicarpa G.L.Davis
19. Brachyscome dalbyensis P.S.Short
20. Brachyscome debilis Sond.
21. Brachyscome decipiens Hook.f.
22. Brachyscome dichromosomatica C.R.Carter
23. Brachyscome dimorphocarpa G.L.Davis
24. Brachyscome dissectifolia G.L.Davis
25. Brachyscome diversifolia (Graham ex Hook.) Fisch. & C.A.Mey.
26. Brachyscome elegans J.Kost.
27. Brachyscome eriogona (J.M.Black) G.L.Davis
28. Brachyscome exilis Sond.
29. Brachyscome eyrensis G.L.Davis
30. Brachyscome foliosa P.S.Short
31. Brachyscome formosa P.S.Short
32. Brachyscome georginensis P.S.Short
33. Brachyscome gilesii P.S.Short
34. Brachyscome glandulosa Benth.
35. Brachyscome goniocarpa Sond. & F.Muell.
36. Brachyscome gracilis G.L.Davis
37. Brachyscome graminea (Labill.) F.Muell.
38. Brachyscome iberidifolia Benth.
39. Brachyscome kaputarensis P.S.Short
40. Brachyscome leptocarpa F.Muell.
41. Brachyscome lineariloba (DC.) Druce
42. Brachyscome linearis Druce
43. Brachyscome longiscapa G.Simpson & J.S.Thomson
44. Brachyscome lucens Molloy & Heenan
45. Brachyscome melanocarpa Sond. & F.Muell.
46. Brachyscome microcarpa F.Muell.
47. Brachyscome mittagongensis P.S.Short
48. Brachyscome montana G.Simpson
49. Brachyscome muelleri Sond.
50. Brachyscome muelleroides G.L.Davis
51. Brachyscome multifida DC.
52. Brachyscome nivalis F.Muell.
53. Brachyscome nodosa P.S.Short & K.Watan.
54. Brachyscome nova-anglica G.L.Davis
55. Brachyscome obovata G.L.Davis
56. Brachyscome paludicola P.S.Short
57. Brachyscome papillosa G.L.Davis
58. Brachyscome papuana Mattf.
59. Brachyscome parvula Hook.f.
60. Brachyscome perpusilla J.M.Black
61. Brachyscome petrophila G.L.Davis
62. Brachyscome pinnata Hook.f.
63. Brachyscome procumbens G.L.Davis
64. Brachyscome ptychocarpa F.Muell.
65. Brachyscome pusilla Steetz
66. Brachyscome radicans Steetz
67. Brachyscome radicata Hook.f.
68. Brachyscome rara G.L.Davis
69. Brachyscome readeri G.L.Davis
70. Brachyscome rigidula (DC.) G.L.Davis
71. Brachyscome riparia G.L.Davis
72. Brachyscome rudallensis P.S.Short
73. Brachyscome salkiniae P.S.Short
74. Brachyscome scapigera (Sieber ex Spreng.) DC.
75. Brachyscome segmentosa F.Muell.
76. Brachyscome sieberi DC.
77. Brachyscome simulans P.S.Short
78. Brachyscome sinclairii Hook.f.
79. Brachyscome smithwhitei P.S.Short & K.Watan.
80. Brachyscome spathulata Gaudich.
81. Brachyscome staceae P.S.Short
82. Brachyscome stolonifera G.L.Davis
83. Brachyscome stuartii Benth.
84. Brachyscome tadgellii Tovey & P.Morris
85. Brachyscome tamworthensis P.S.Short
86. Brachyscome tasmanica P.S.Short
87. Brachyscome tatei J.M.Black
88. Brachyscome tenuiscapa Hook.f.
89. Brachyscome tesquorum J.M.Black
90. Brachyscome tetrapterocarpa G.L.Davis
91. Brachyscome trachycarpa F.Muell.
92. Brachyscome trisecta P.S.Short
93. Brachyscome walshii P.S.Short
94. Brachyscome watanabei P.S.Short
95. Brachyscome whitei G.L.Davis
96. Brachyscome willisii P.S.Short
97. Brachyscome xanthocarpa D.A.Cooke

## Sinonimi
- Brachystephium Less.
- Paquerina Cass.
- Silphiosperma Steetz
- Steiroglossa DC.